# Mystus chinensis
Mystus chinensis är en fiskart som först beskrevs av Steindachner, 1883.  Mystus chinensis ingår i släktet Mystus och familjen Bagridae. Inga underarter finns listade i Catalogue of Life.